# 楊洪基
楊洪基（1941年2月8日—），遼寧大連人，祖籍山東榮成俚島鎮，中国共产党党员（1979年入党），總政歌劇團男中音歌唱家，一級演員，专业技术二级，文职一级。先后参加过多届央视春晚。是中國音樂家協會會員、中國戲劇家協會會員、解放軍藝術學院聲樂系教授、總政歌剧團歌唱家。演唱过《滾滾長江東逝水》等經典曲目。

## 生平
1941年2月8日、杨洪基出生在奉天省（今辽宁省）大连市。
1994年，杨洪基为电视剧《三国演义》献唱主题曲《滚滚长江东逝水》。

## 音乐作品

### 专辑
| 专辑名称                     | 发行时间   | 语言 | 详情 |
| ---------------------------- | ---------- | ---- | ---- |
| 震撼                         | 2010-01-10 | 国语 |      |
| 东方雄狮(单曲)               | 2009-09-21 | 国语 |      |
| 美丽的大海                   | 2001-01-01 | 国语 |      |
| 20世纪中华歌坛名人百集珍藏版 | 1997-01-01 | 国语 |      |

### 单曲
| 歌曲名称（歌曲说明） |
| -------------------- |
| 《回故乡的小路》     |
| 《我的中华》         |
| 《老司机》           |
| 《我爱祖国的蓝天》   |
| 《当秋天来到的时候》 |
| 《天山南 天山北》    |
| 《祖国 慈祥的母亲》  |
| 《赞美你 骆驼》      |

## 个人信仰
1972年，杨洪基加入中国共产党。2009年5月，杨洪基第一次参加佛教义演。凤凰网华人佛教记者采访时，他表示自己虽是军人、共产党员身份，“不过平时我走到全国各地，我挺愿意到寺院里去看一看。因为这里包括中国的文化，佛教的文化，各个方面。走进寺院以后，确实感觉对自己是一个净化。所以我去了以后，应该说我没有拜过佛，但是我非常敬佛”。2021年，以党员身份参加中央广播电视总台文艺节目中心为中国共产党成立100周年庆祝活动录制的MV《不忘初心》。